# Spider-Man (film)
Spider-Man je americký akční sci-fi film z roku 2002, který natočil Sam Raimi. Snímek vychází z komiksů o superhrdinovi Spider-Manovi, vydávaných vydavatelstvím Marvel Comics. V titulní roli se představil Tobey Maguire. Do amerických kin byl film, jehož rozpočet činil 139 milionů dolarů, uveden 3. května 2002, přičemž celosvětově utržil 821 708 551 dolarů. Díky komerčnímu úspěchu snímku byly natočeny navazující filmy Spider-Man 2 (2004) a Spider-Man 3 (2007).

## Příběh
Newyorský středoškolák Peter Parker je školní outsider a oběť šikany ze strany některých svých spolužáků. Se svým kamarádem Harrym Osbornem a také s Mary Jane Watsonovou, ke které chová už od dětství tajné city, navštíví na školní exkurzi genetickou laboratoř, kde ho kousne geneticky modifikovaný „super pavouk“. Krátce po návratu domů se mu udělá špatně a upadne do bezvědomí. Mezitím se Norman Osborn, Harryho otec a majitel velké technologické firmy Oscorp, pokouší dohodnout s armádou důležitý kontrakt. Sám sebe využije jako pokusného králíka a aplikuje na sebe nestabilní chemickou látku zvyšující lidskou sílu a další schopnosti. Po pokusu ale zešílí a zabije svého asistenta.
Následujícího rána Peter zjistí, že už není krátkozraký a že jeho tělo získalo velké množství svalů. Ve škole objeví, že ze zápěstí dokáže produkovat pavoučí sítě. Díky svým zrychleným reflexům se také dokáže během zápasu se spolužákem Flashem Thompsonem vyhnout zranění. Doma odbude svého strýčka Bena, který mu chtěl poradit, že „velká síla vyžaduje velkou zodpovědnost“, a touží oslnit Mary Jane nějakým autem. Aby si na něj vydělal, zamíří na neoficiální wrestlingový turnaj, na kterém díky svým schopnostem vyhraje už první zápas. Promotér jej však podvede a odmítne mu dát slíbené peníze. V kanceláři se najednou objeví lupič, který finance ukradne – Peter ho však nechá utéct, což má být pomsta vůči promotérovi. O chvíli později ale chlapec zjistí, že strýčku Benovi ukradli auto a přitom ho střelili. Strýc zemře Peterovi v náručí, který se rozzuří a prahne po pomstě. Zloděje chytí a pokusí se ho zabít, přitom ovšem zaváhá, neboť se jedná o lupiče, kterého nechal utéct s penězi. Ten chce uniknout, nicméně klopýtne, vypadne oknem a zabije se. Mezitím se konají při zbraňové zkoušky společnosti Quest Aerospace, hlavního konkurenta Oscorpu. Objeví se na nich Norman Osborn a zabije několik vědců a generála Slocuma.
Po maturitě začne Peter využívat svých schopností pro boj se zločinem. Používá barevný kostým a lidé jej začnou označovat jako Spider-Mana. Šéfredaktor J. Jonah Jameson najme Petera coby fotografa na volné noze, který má dodávat fotografie pro jeho noviny. Důvodem je fakt, že Peter jako jediný dokázal pořídit kvalitní snímek Spider-Mana. Skeptický Jameson však nechá v deníku vycházet články, které naznačují, že by Spider-Man mohl být zapleten ve zločinech, které měl zastavit.
Norman Osborn se dozví, že představenstvo Oscorpu plánuje prodat společnost. Na členy rady proto během oslav Dne světové jednoty (v originále World Unity Fair) zaútočí. I když zde Spider-Man zasáhne, Osborn své oběti zabije. Jameson rychle pojmenuje záhadného maskovaného zabijáka jako Zeleného skřeta (v originále Green Goblin). Ten Spider-Manovi poví, že i když vykonal pro lidi mnoho dobrého, nakonec jím začnou opovrhovat. Zároveň mu nabídne místo po svém boku a dá mu čas, aby se rozmyslel. Mezitím je v uličce Mary Jane přepadena čtyřmi muži. Objeví se však Spider-Man, který ji zachrání a nakonec se také spolu políbí. Pavoučí muž se poté znovu střetně se Skřetem, jeho nabídku odmítne a skončí zraněný.
Na večeři během Díkůvzdání si Norman dobírá svého syna kvůli jeho zájmu o Mary Jane. Také si všimne Peterových zranění a uvědomí si, že právě on je Spider-Manem. Nedlouho poté Mary Jane prozradí Peterovi, že je zamilovaná do Spider-Mana, který ji už dvakrát zachránil, a zeptá se Petera, jestli ji maskovaný hrdina někdy zmiňoval. Přijde Harry, který Mary Jane taky miluje, a situaci si vyloží tak, že dívka chová city k Peterovi. Zničený poté vykládá svému otci, že Peter miluje Mary Jane, čímž nechtěně prozradí Spider-Manovu slabinu.
Zelený skřet nejprve zaútočí na Peterovu tetu May a poté si vezme jako rukojmí Mary Jane a zároveň kabinu lanovky plnou dětí. Donutí Spider-Mana, aby si vybral koho zachránit, načež shodí do East River jak dívku, tak kabinu s dětmi. Spider-Man rychle zareaguje a dokáže všechny zachránit. Skřet poté přesune bitku do opuštěné budovy, kde spolu svedou dlouhý a brutální soubor. Když se zdá, že Spider-Man vyhrává, Norman Osborn se odmaskuje, aby ho zastavil. Začne prosit o odpuštění, zároveň však tajně programuje svůj kluzák, aby protivníka zezadu propíchl. Spider-Man vycítí, že je v nebezpečí a instinktivně uskočí, takže kluzák propíchne Normana. Ten umírá a požádá Pavoučího muže, aby Harrymu neprozrazoval identitu Zeleného skřeta. Normanův syn dorazí na místo a spatří, jak Spider-Man stojí nad otcovým tělem, takže si myslí, že ho zabil.
Na Normanově pohřbu se Harry zapřisáhne, že se pomstí, a zároveň prohlásí, že Peter je jediná rodina, která mu zbyla. Mary Jane se Peterovi přizná, že ho miluje, ten ale cítí, že ji musí chránit před nechtěnou pozorností Spider-Manových nepřátel. Proto zalže a řekne jí, že mohou být jenom přáteli.

## Obsazení
- Tobey Maguire (český dabing: Jan Maxián) jako Peter Parker / Spider-Man
- Willem Dafoe (český dabing: Miroslav Etzler) jako Norman Osborn / Zelený skřet (v originále Green Goblin)
- Kirsten Dunst (český dabing: Dana Verzichová) jako Mary Jane Watsonová
- James Franco (český dabing: Filip Švarc) jako Harry Osborn
- Cliff Robertson (český dabing: Jan Pohan) jako Ben Parker
- Rosemary Harris (český dabing: Hana Talpová) jako May Parkerová
- J. K. Simmons (český dabing: Petr Štěpánek) jako J. Jonah Jameson
- Gerry Becker (český dabing: Vladimír Kudla) jako Maximilian Fargas
- Bill Nunn (český dabing: Tomáš Juřička) jako Joseph „Robbie“ Robertson
- Jack Betts (český dabing: Miloš Hlavica) jako Henry Balkan
- Stanley Anderson (český dabing: Václav Mareš) jako generál Slocum
- Ron Perkins (český dabing: Bohuslav Kalva) jako doktor Mendel Stromm